# Continentale marge

Schematisch overzicht van de overgang tussen continent en oceaan.

De continentale marge (Engels: continental margin) is in de geologie de overgang tussen een continent, bestaande uit dikke continentale korst en een oceaan, bestaande uit dunne oceanische korst. Continentale marges maken ongeveer 28% uit van de oppervlakte van de oceanen.
De overgang tussen continentale en oceanische korst ligt normaal gesproken ergens in het buitenste deel van de continentale marge, dat de continentale verheffing wordt genoemd. Landafwaarts gezien ligt buiten de rand van de continentale verheffing de abyssale vlakte van de oceaanbodem. Het gedeelte van het continent dat onder water staat wordt het continentaal plat genoemd. Het gaat meestal vrij plotseling over in de continentale helling. De continentale helling gaat over in de continentale verheffing aan wat de "voet van de helling" genoemd wordt. Ongeveer 20% van het totale oppervlak aan continentale korst op Aarde staat onder water en maakt deel uit van een continentale marge.
De buitengrens van de continentale marge is in het VN-Zeerechtverdrag vastgelegd als grens voor territoriale aanspraken van landen (in dit verdrag wordt de continentale marge met continentaal plat aangeduid, de geomorfologische definities zijn echter anders). Dit verdrag is met name belangrijk voor de exploratie van offshore grondstoffen.